# Margueron
Margueron (en francès Margueron) és un municipi francès situat al departament de la Gironda i a la regió de la Nova Aquitània.

## Demografia
| 1962                                       | 1968 | 1975 | 1982 | 1990 | 1999 | 2007 |
| ------------------------------------------ | ---- | ---- | ---- | ---- | ---- | ---- |
| 337                                        | 361  | 360  | 397  | 380  | 398  | 405  |
| Des de 1962: població sense dobles comptes |      |      |      |      |      |      |

## Administració
| Període   | Identitat      | Partit |
| --------- | -------------- | ------ |
| 1977-2001 | Michel Laroque | RPR    |
| 2001-     | Jean Allégret  | UMP    |